# Mysmenidae
Mysmenidae Petrunkevitch, 1928 è una famiglia di ragni appartenente all'infraordine Araneomorphae.

## Caratteristiche
Sono ragnetti di piccole dimensioni, cleptoparassiti di altri ragni. Nel mondo dei ragni è raro questo parassitismo tollerato; secondo alcuni autori alcune specie di Mysmenidae e alcune di Pholcidae potrebbero essersi anche coevolute.

## Comportamento
Generalmente sono ospiti di altri ragni della famiglia Pholcidae e si sistemano sulle loro ragnatele senza essere disturbati. La posizione marginale sulla tela consente a questi ragni di poter prendere insetti molto piccoli che rimangono invischiati nella ragnatela e che non interessano il ragno più grande. Inoltre con destrezza si avvicinano anche alle prede più grandi staccandone piccoli pezzi.

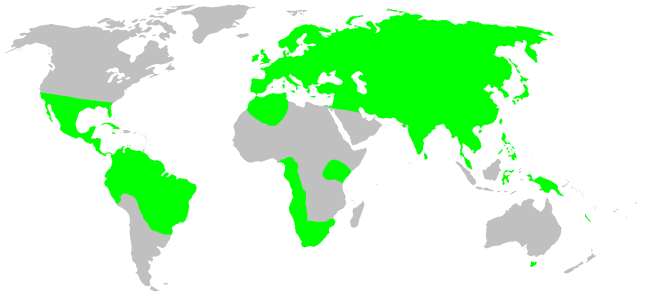
Mysmenidae, distribuzione

## Distribuzione
Vengono rinvenuti in Europa, Asia, America centrale, America meridionale, in alcune regioni dell'Africa e in Nuova Guinea.

## Tassonomia
Attualmente, a novembre 2020, si compone di 14 generi e 158 specie:
- Brasilionata Wunderlich, 1995 - Brasile
- Chanea Miller, Griswold & Yin, 2009 - Cina
- Gaoligonga Miller, Griswold & Yin, 2009 - Cina
- Isela Griswold, 1985 - Sudafrica
- Maymena Gertsch, 1960 - dall'America centrale all'America meridionale
- Microdipoena Banks, 1895 - dagli USA al Paraguay, Africa
- Mosu Miller, Griswold & Yin, 2009 - Cina
- Mysmena Simon, 1894 - Mediterraneo, alcune isole dell'Oceania
- Mysmeniola Thaler, 1995 - Venezuela
- Mysmenopsis Simon, 1897 - dagli USA al Perù
- Phricotelus Simon, 1895 - Sri Lanka
- Simaoa Miller, Griswold & Yin, 2009 - Cina
- Trogloneta Simon, 1922 - USA, Europa, Isole Canarie
- Yamaneta Miller & Lin, 2019 - Cina

### Generi trasferiti
- Acrobleps[2] Hickman, 1979 - Tasmania
- Anjouanella Baert, 1986 - Isole Comore
- Calodipoena Gertsch & Davis, 1936 - America centrale, Caraibi, Algeria
- Calomyspoena Baert & Maelfait, 1983 - Isole Galapagos
- Crassignatha[3] Wunderlich, 1995 - Malaysia
- Iardinis Simon, 1899 - Nepal, India
- Itapua Baert, 1984 - Paraguay
- Kekenboschiella Baert, 1982 - Nuova Guinea
- Kilifina Baert & Murphy, 1992 - Kenya
- Leviola Miller, 1970 - Angola
- Mysmenella Brignoli, 1980 - Regione paleartica, Africa, alcune isole dell'Oceania
- Tamasesia Marples, 1955 - Isole Samoa, Nuova Caledonia
- Taphiassa[4] Simon, 1880 - Nuova Caledonia